# Mistrovství světa v judu 2014
XXIX. mistrovství světa proběhlo v Traktor Ice Arena v Čeljabinsku ve dnech 25. srpna až 30. srpna 2014

## Program
- PON – 25.08.2014 – superlehká váha (−60 kg, −48 kg)
- ÚTE – 26.08.2014 – pololehká váha (−66 kg, −52 kg)
- STŘ – 27.08.2014 – lehká váha (−73 kg, −57 kg)
- ČTV – 28.08.2014 – polostřední váha (−81 kg, −63 kg)
- PÁT – 29.08.2014 – střední váha (−90 kg, −70 kg) a polotěžká váha (−78 kg)
- SOB – 30.08.2014 – polotěžká váha (−100 kg) a těžká (+100 kg, +78 kg)
- NEĎ – 31.09.2014 – soutěž týmů

## Česká stopa
podrobně zde
- −60 kg – Pavel Petřikov (JC Hradec Králové), prohrál ve druhém kole s pozdějším finalistou z Ruska
- −60 kg – David Pulkrábek (Sokol Žďár nad Sázavou), prohrál v prvním kole s reprezentantem Mexika
- −73 kg – Jaromír Ježek (Sokol Praha Vršovice)
- −73 kg – Jakub Ječmínek (USK Praha)
- −81 kg – Jaromír Musil (Sokol Praha Vršovice)
- −100 kg – Lukáš Krpálek (USK Praha)
- +100 kg – Michal Horák (USK Praha)

## Výsledky

### Muži
| Kategorie | Zlato                     | Stříbro                      | Bronz                      | Bronz                   |
| --------- | ------------------------- | ---------------------------- | -------------------------- | ----------------------- |
| −60 kg    | Ganbatyn Boldbátar (MGL)  | Beslan Mudranov (RUS)        | Amiran Papinašvili (GEO)   | Naohisa Takató (JPN)    |
| −66 kg    | Masaši Ebinuma (JPN)      | Michail Puljajev (RUS)       | Kamal Chanmagomedov (RUS)  | Giorgi Zantaraia (UKR)  |
| −73 kg    | Riki Nakaja (JPN)         | Hong Kuk-hjon (PRK)          | Musa Moguškov (RUS)        | Victor Scvorțov (UAE)   |
| −81 kg    | Avtandil Črikišvili (GEO) | Antoine Valois-Fortier (CAN) | Ivan Nifontov (RUS)        | Loïc Pietri (FRA)       |
| −90 kg    | Ilias Iliadis (GRE)       | Krisztián Tóth (HUN)         | Varlam Lipartelijani (GEO) | Kirill Voprosov (RUS)   |
| −100 kg   | Lukáš Krpálek (CZE)       | José Armenteros (CUB)        | Ivan Remarenko (UAE)       | Karl-Richard Frey (GER) |
| +100 kg   | Teddy Riner (FRA)         | Rjú Šičinohe (JPN)           | Renat Saidov (RUS)         | Rafael Silva (BRA)      |

### Ženy
| Kategorie | Zlato                        | Stříbro                  | Bronz                     | Bronz                     |
| --------- | ---------------------------- | ------------------------ | ------------------------- | ------------------------- |
| −48 kg    | Ami Kondóová (JPN)           | Paula Paretová (ARG)     | Amandine Buchardová (FRA) | Maria Labordeová (CUB)    |
| −52 kg    | Majlinda Kelmendiová (IJF)   | Andreea Chițuová (ROU)   | Natalja Kuzjutinová (RUS) | Érika Mirandaová (BRA)    |
| −57 kg    | Nae Udakaová (JPN)           | Telma Monteirová (POR)   | Automne Paviaová (FRA)    | Sanne Verhagenová (NED)   |
| −63 kg    | Clarisse Agbegnenouová (FRA) | Jarden Džerbiová (ISR)   | Miku Taširová (JPN)       | Tina Trstenjaková (SLO)   |
| −70 kg    | Yuri Alvearová (COL)         | Karen Nun'iraová (JPN)   | Onix Cortésová (CUB)      | Katarzyna Kłysová (POL)   |
| −78 kg    | Mayra Aguiarová (BRA)        | Audrey Tcheuméová (FRA)  | Kayla Harrisonová (USA)   | Anamari Velenšeková (SLO) |
| +78 kg    | Idalis Ortízová (CUB)        | Suelen Althemanová (BRA) | Megumi Tačimotová (JPN)   | Emilie Andéolová (FRA)    |